# Dolmen de la Font del Roure
El dolmen de la font del Roure és un dolmen situat al terme municipal d'Espolla, (Alt Empordà), inclòs a l'Inventari del Patrimoni Arqueològic i Paleontològic de Catalunya.
Es troba a uns 4,5 km del nucli urbà, en el paratge conegut com els Comuns i a uns 500 m de la font que li dona el nom, i és un dels dolmens que forma part dels Dòlmens d'Espolla.
Es tracta d'un sepulcre de corredor de cambra subcircular feta de lloses de granit, avantcambra també de lloses de granit i corredor de paret seca datat vers el 3500 - 3200 aC. Del túmul artificial de tendència circular que el cobriria i del seu peristàlit de blocs ajaguts en queden testimonis visibles. Es tracta d'un sepulcre megalític d'inhumació i en el seu interior s'ha trobat molta ceràmica, una punta de sílex i un gra de collaret verdós. Ha sigut excavat arqueològicament els anys 1920 i 1971, i l'any 1995 s'hi feu una restauració.
L'any 1988, va ser parcialment consolidat per Rafael Insa Arroyo, sota la direcció de J. Tarrús i J. Chinchilla, i recentment s'ha tornat a consolidar a càrrec de Carles Alonso i sota la direcció de GESEART.

## Localització
Des d'Espolla, cal prendre un camí fins al veïnat dels Vilars, on s'arriba després de 2 km en direcció nord.
Des del veïnat, cal enfilar-se per la pista que voreja el puig Castellar pel costat oriental. Passats 1,5 km, s'arriba a la font de la Verna. Des d'aquí, es connecta amb la pista que ve per la banda occidental del puig Castellar, i se segueix cap al nord-oest uns 2 km fins que es veu el megàlit, en un replà a l'esquerra de la pista.